# Sur (libro)
Sur es un libro de Ernest Shackleton que describe la segunda expedición a la Antártida dirigida por él, la Expedición Imperial Transantártica de 1914 a 1917. Fue publicado en Londres por William Heinemann en 1919.

## De fondo
El libro de la Expedición Nimrod  de Shackleton de 1907–1909 fue escrito, basado en el dictado de Shackleton, a Edward Saunders, un reportero del Lyttelton Times en Christchurch, Nueva Zelanda. El primer ministro de Nueva Zelanda, Sir Joseph Ward, le recomendó Saunders a Shackleton; él le acompañó a Gran Bretaña para trabajar en El Corazón de la Antártida, que apareció en noviembre de 1909. Saunders estuvo nuevamente involucrado en el Sur,  Shackleton trabajó con Saunders en Nueva Zelanda y Australia a principios de 1917. Saunders escribió más tarde: "Si dijera que cualquier capítulo es completamente mío, estaría mintiendo. Mi trabajo fue complementario al suyo. Podría decir que Shackleton tenía un don notable para las sugerencias literarias".
Leonard Hussey, miembro de la expedición, estuvo con Shackleton durante la campaña rusa del norte, e hizo la edición final gratis.
Los derechos del libro fueron asignados a los herederos de Sir Robert Lucas-Tooth, un benefactor de la expedición, que murió en 1915. Shackleton no pudo pagar el dinero prestado para la expedición. Los herederos de Lucas-Tooth requerían el pago del préstamo; otros benefactores habían cancelado sus préstamos.
El libro está dedicado a "mis camaradas que cayeron en la Guerra Blanca del Sur y en los campos rojos de Francia y de Flandes".

## Resumen
En el prefacio, Shackleton escribió "... Creo que aunque el fracaso en el logro real debe ser registrado, hay capítulos en este libro de aventuras, días agotadores, noches solitarias, experiencias únicas y, sobre todo, registros de determinación inquebrantable, lealtad suprema y generoso autosacrificio por parte de mis hombres que [...] será de interés para los lectores que ahora regresan alegremente del rojo horror de la guerra [...] para leer [...] el cuento de la Guerra Blanca del Sur".
El prefacio incluye el programa publicado antes de la expedición. El Endurance llevaría la fiesta Transcontinental al Mar de Weddell.  La fiesta Transcontinental cruzaría el continente antártico, aproximadamente 1,800 millas (2,900 km), desde el Mar de Weddell hasta el Mar de Ross a través del Polo Sur. Sería el primer viaje de este tipo; se esperaba que fuera completado en unos cinco meses. Al otro lado del polo, la Aurora sacaría al partido del Mar de Ross, que establecería depósitos en la ruta de la fiesta Transcontinental e iría al sur para ayudar a esa parte. La fiesta transcontinental tomaría observaciones magnéticas y meteorológicas durante el viaje. Otras partes de la expedición se dedicarían al trabajo científico, estudiando la geología y las condiciones meteorológicas; Las naves estarían equipadas para trabajos hidrográficos.
El libro describe el progreso del Endurance a través del hielo a la deriva en el mar de Weddell; el barco finalmente se mantuvo en el paquete de hielo y se desvió con él. El barco fue aplastado y se hundió. El partido acampó en el hielo que se dirigía hacia el norte. Cuando el hielo ya no los sostenía, Shackleton y otros cinco tripulantes tomaron uno de los tres botes del barco y se dirigieron a la isla Elefante, el James Caird. Hicieron el viaje por mar a Georgia del Sur, donde Shackleton y otros dos cruzaron el interior montañoso de la isla para llegar a la estación de caza de ballenas y pedir ayuda. Los hombres que aún estaban en la Isla Elefante fueron rescatados por el Yelcho, un pequeño vapor prestado a Shackleton por el gobierno de chileno.
Las experiencias del partido del mar de Ross se describen a continuación. El diario de Ernest Joyce se cita para la descripción de los almacenes de colocación, durante el cual Arnold Spencer-Smith murió de agotamiento; Una vez que se hizo el depósito, Eneas Mackintosh y Victor Hayward  murieron, cayendo a través del hielo intentando caminar hasta su base en Cabo Evans. El registro de Joseph Stenhouse, primer oficial del Aurora, se cita para la descripción del viaje a la deriva de la nave durante varios meses en el paquete de hielo, incapaz de maniobrar, después de que se separó de los amarres en el cabo Evans.
El último capítulo describe la participación posterior de los miembros de la expedición en la Primera Guerra Mundial; Tres fueron asesinados y cinco heridos.
El Apéndice I, "Trabajo científico", consta de artículos de miembros de la expedición que fueron científicos: "Nomenclatura de hielo marino" de James Wordie,  "Meteorología" de Leonard Hussey, "Física" de Reginald W. James  y "Las Ballenas Atlánticas del Sur y los Balleneros" de Robert Selbie Clark. El Apéndice II, "Las cabañas de expedición en el Estrecho de McMurdo", de Shackleton, describe las cabañas que él conoce, para beneficio de los futuros exploradores antárticos: (1) la cabaña de la Expedición Nacional de la Antártica en Hut Point; (2) la cabaña del cabo Royds; (3) la cabaña del cabo Evans; (4) los depósitos al sur de Hut Point.